# Cour du Roi-François
La cour du Roi-François est une voie du 2e arrondissement de Paris, en France.

## Situation et accès
La cour du Roi-François est une voie située dans le 2e arrondissement de Paris. Elle débute au 194, rue Saint-Denis et se termine en impasse.

## Origine du nom
L'étymologie de cette voie est inconnue.

## Historique
Cette voie passe pour avoir été une ancienne cour des Miracles.

## Pour approfondir